# Мала Побіянка
Мала́ Побіянка — село в Україні, у Дунаєвецькій міській територіальній громаді Кам'янець-Подільського району Хмельницької області.

## Географія
Подільське село Мала Побіянка розташоване на подільській височині, в західній частині України, за 52 кілометри автодорогами від міста Кам'янець-Подільський.

### Клімат
Мала Побіянка знаходяться в межах вологого континентального клімату із теплим літом.

## Історія
Село відоме з 1790 року.

Пам'ятний знак на честь воїнів-односельчан, які загинули під час Другої світової війни

В 1932—1933 селяни села пережили Голодомор.
З 1991 року в складі незалежної України.
13 серпня 2015 року шляхом об'єднання сільських рад, село увійшло до складу Дунаєвецької міської громади.
17 липня 2020 року, в результаті адміністративно-територіальної реформи та ліквідації Дунаєвецького району, село увійшло до складу Кам'янець-Подільського району.
08 серпня 2022 року релігійна громада храму Святого великомученика Димитрія Солунського села перейшла з Московського патріархату в Православну Церкву України. Вперше, в місцевій церкві пролунала молитва українською мовою.
Колишній орган місцевого самоуправління — Малопобіянська сільська рада.

## Населення
Населення становить 549 осіб станом на 2001 рік.

### Мова
У селі поширені західноподільська говірка та південноподільська говірка, що відносяться до подільського говору, який належить до південно-західного наріччя.

## Релігія
- Церква Святого великомученика Димитрія Солунського (ПЦУ)

## Відомі люди

### Уродженці
- Ярмолюк Василь Олександрович — український поет.
- Шмагун Василь Анатолійович (1998—2022) — український військовослужбовець, уродженець села Мала Побіянка.[5]

## Галерея

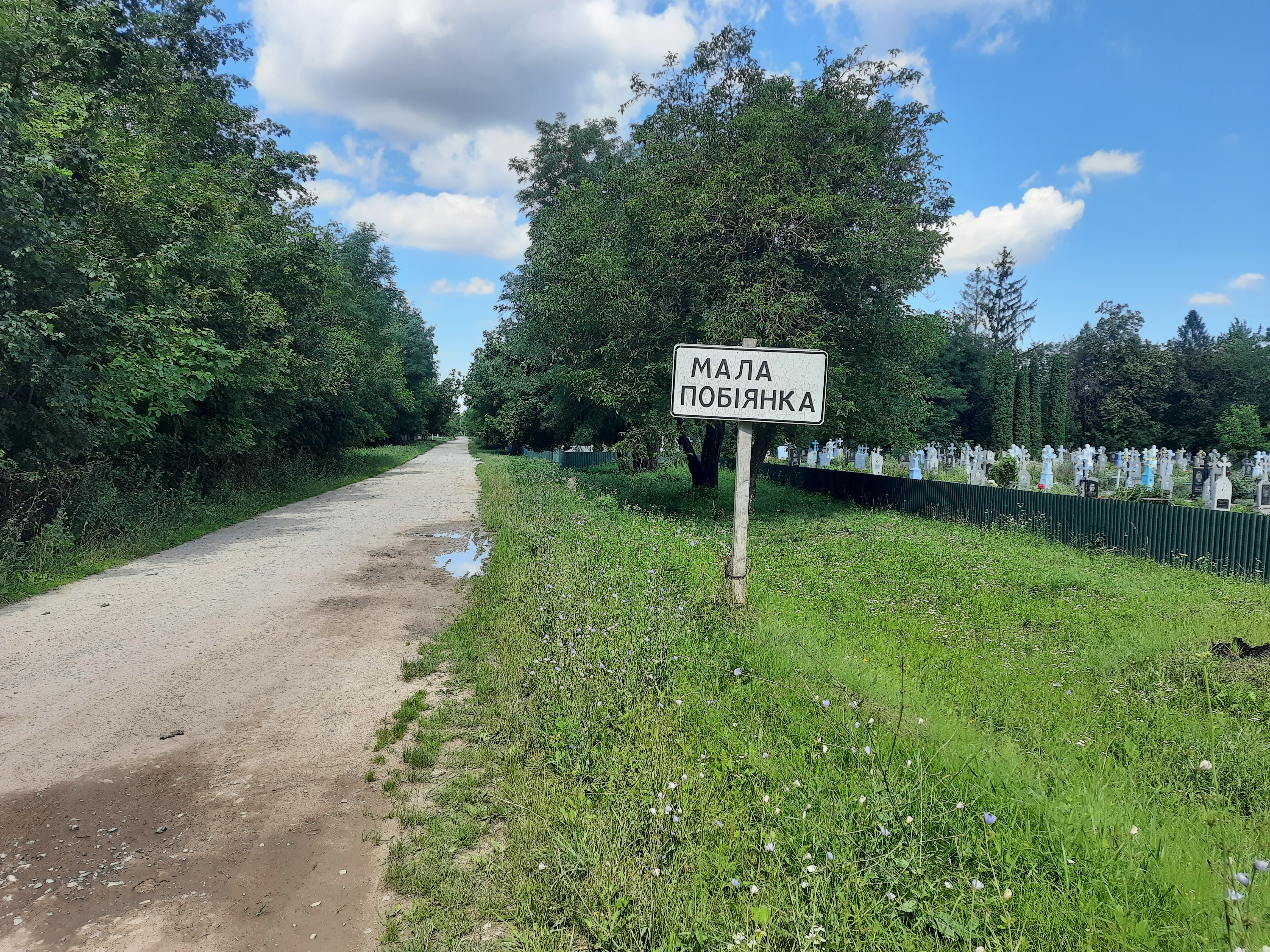
Дорожній знак при в'їзді в село
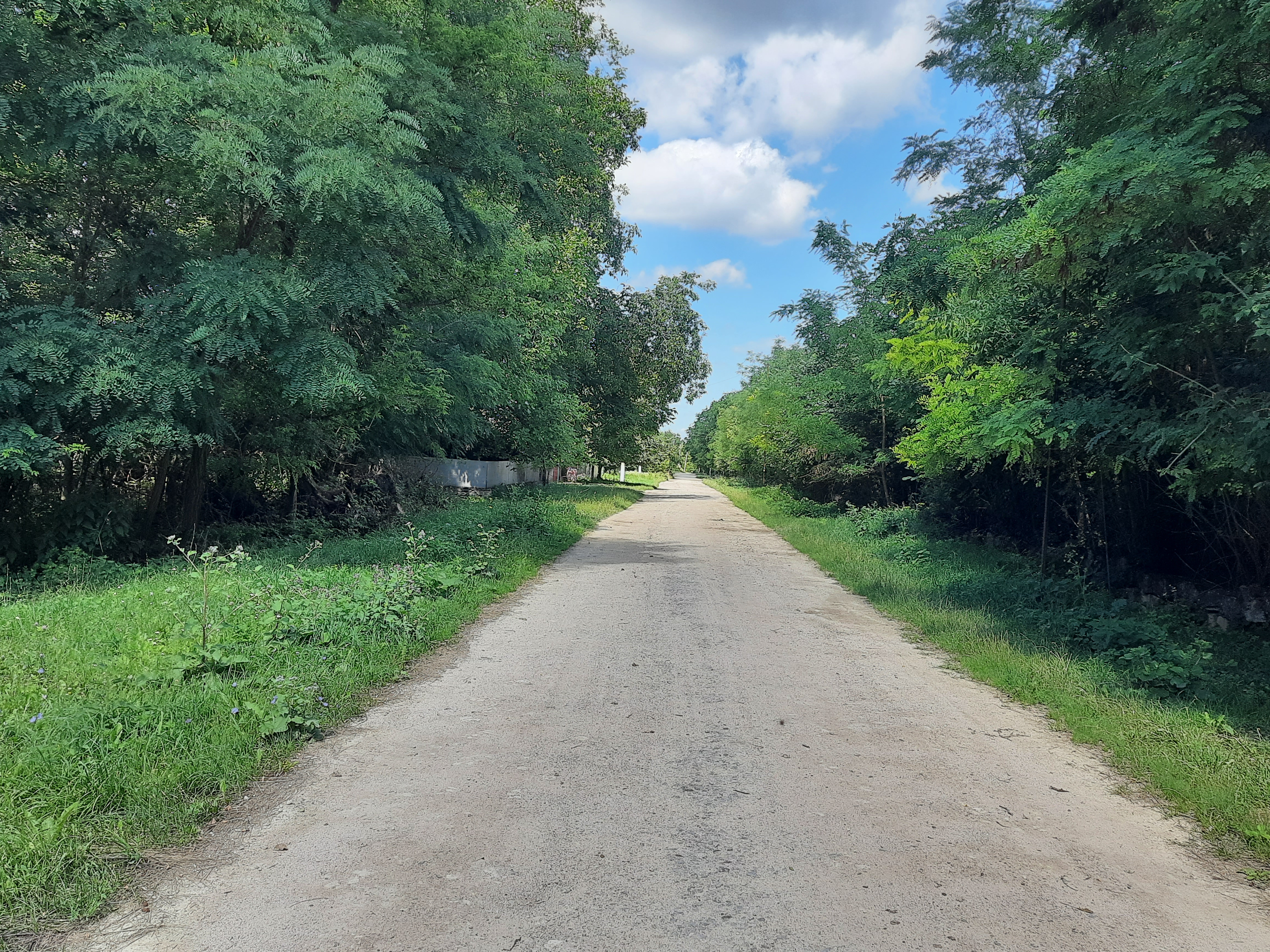
Сільська вулиця
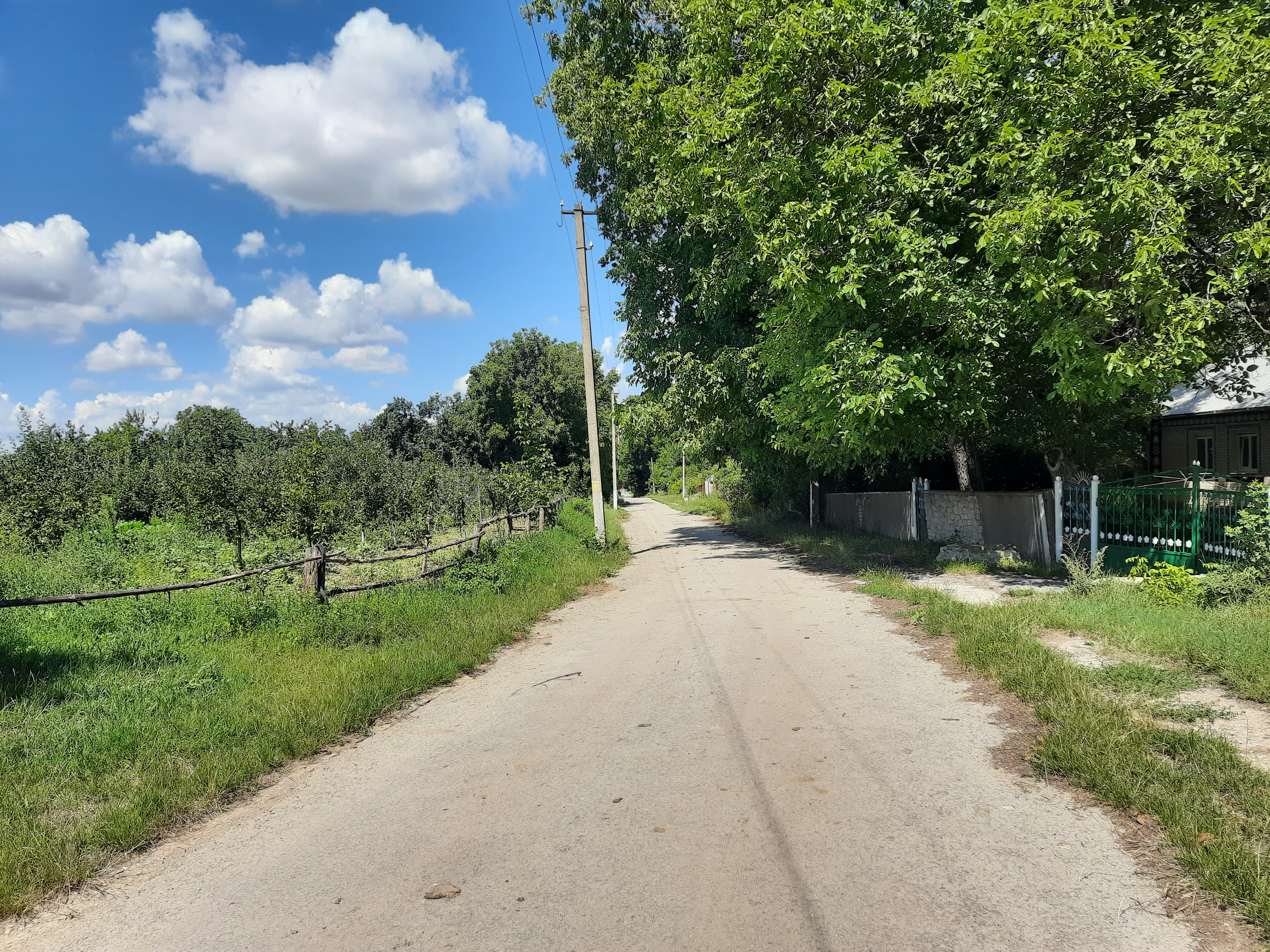
Сільська вулиця
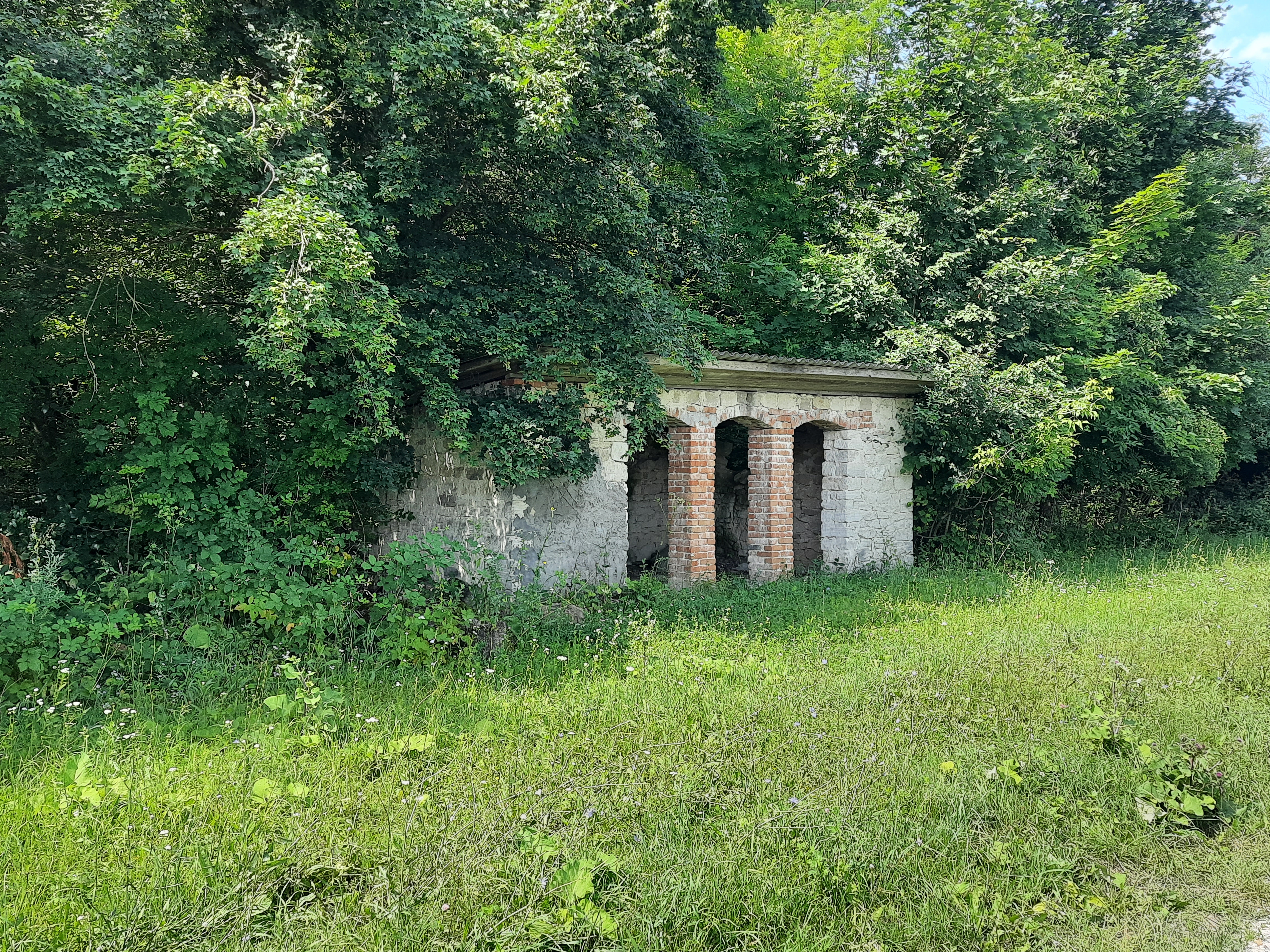
Автобусна зупинка біля села